# أرض الحرات

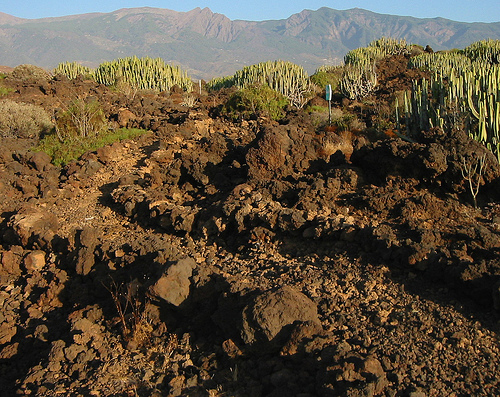
أرض حرات تسمى (Malpaís de Güímar) في تنريفي بجزر كنارية

أرض الحرات هي أرض بركانية من اللابة الوعرة.